# Mariacron

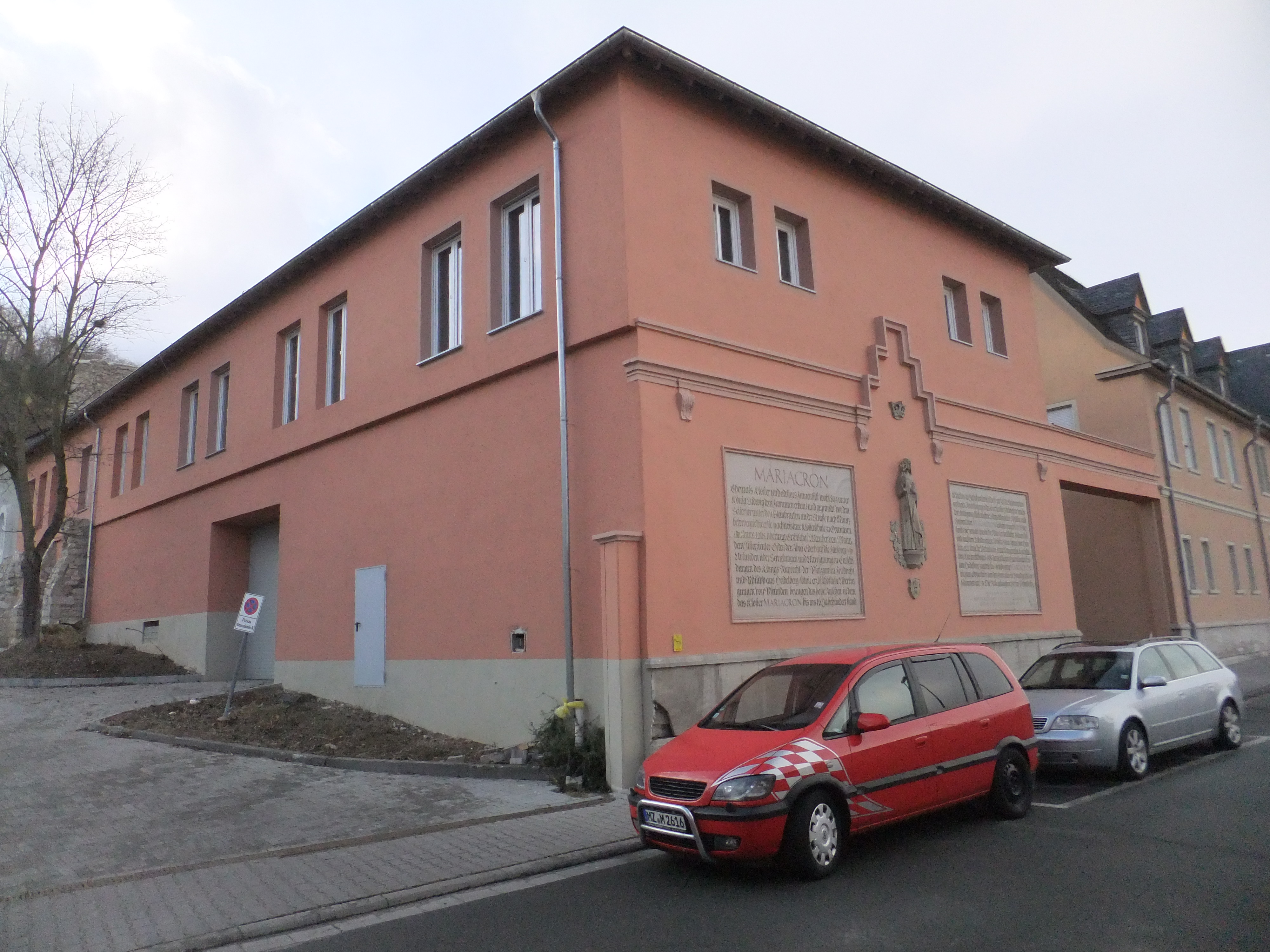
Das Kloster Mariacron in Oppenheim

Mariacron ist eine geschützte  Marke für einen Weinbrand. Er hat einen Alkoholgehalt von 36 % Vol.
Der Name Mariacron stammt vom Kloster Mariacron in der Nähe der Stadt Oppenheim.
Nach dem Stadtbrand von 1689 wurde das ehemalige Frauenkloster zum größten Teil abgerissen, so dass es heute nur noch wenige Überreste des Klosters gibt. An seiner Stelle wurde die Klosterbrennerei Mariacron errichtet, die seit 1894 den Weinbrand herstellte.
Im Jahr 1961 erwarb das Unternehmen Eckes AG die Klosterbrennerei und führte 1962 den Weinbrand Mariacron national ein. Aus Rationalisierungsgründen verlagerte Eckes in den 1980er Jahren die Produktion und nutzte die Räumlichkeiten als Lager.
Im Januar 2007 bahnte sich für das Gelände eine neue Wohn- und Gewerbenutzung an, wobei die Erinnerung an das Kloster und die Weinbrennerei erhalten bleiben sollte.